# Scattered Ashes: A Decade of Emperial Wrath
Scattered Ashes: A Decade of Emperial Wrath è una compilation degli Emperor pubblicata nel 2003. 
Il primo disco contiene dei brani inclusi nei quattro album pubblicati. Nel secondo disco sono presenti delle rarità.

## Tracce

### CD 1
1. Curse You All Men!
2. The Tongue of Fire
3. The Majesty of the Nightsky
4. Cosmic Keys to My Creations and Times
5. Wrath of the Tyrant
6. The Loss and Curse of Reverence
7. An Elegy of Icaros
8. I Am the Black Wizards
9. Thus Spake the Nightspirit (live)
10. Ye Entrancemperium
11. In the Wordless Chamber
12. With Strength I Burn
13. Inno a Satana

### CD 2
1. A Fine Day to Die (Bathory cover)
2. Ærie Descent (Thorns cover)
3. Cromlech (Darkthrone cover)
4. Gypsy (Mercyful Fate cover)
5. Funeral Fog (Mayhem cover feat. Attila Csihar)
6. I Am
7. Sworn (Ulver remix)
8. Lord of the Storms
9. My Empire's Doom
10. Moon over Kara-Shehr (rehearsal)
11. Ancient Queen
12. Witches' Sabbath
13. In Longing Spirit
14. Opus a Satana (orchestral version of "Inno a Satana")